# Gare de Kita-Kamakura
La gare de Kita-Kamakura (北鎌倉駅, Kitakamakura-eki) est une gare de la ligne Yokosuka de la East Japan Railway Company. Elle se situe en bordure de Kamakura, dans la préfecture de Kanagawa, au Japon.

## Historique
La gare de Kita-Kamakura a été ouverte le 20 mai 1927
en tant que gare des lignes de la Société gouvernementale des chemins de fer japonais, l'ancêtre avant guerre des Japan National Railways (JNR). Elle permettait la desserte de l'Arsenal Naval de Yokosuka et des installations de la Marine impériale japonaise  à Yokosuka.
Initialement un arrêt temporaire en activité de mai à octobre, elle devint une réelle gare le 1er octobre 1930 avec la construction du bâtiment encore en usage actuellement.
La gare a été reprise par la JR East lors de la privatisation des Japan National Railways le 1er avril 1987.

## Lignes
La gare est desservie par les lignes suivantes de la East Japan Railway Company:
- la Ligne Yokosuka
- la Ligne Shōnan-Shinjuku

## Organisation de la gare
La gare est composée de deux voies ferrées encadrées par deux quais latéraux. Les deux quais communiquent au niveau du passage à niveau qui se situe du côté Kamakura de la gare.

### Quais
| 1 | ■Ligne Yokosuka        | Ōfuna ・ Yokohama ・ Tokyo ・ Chiba (Ligne Sōbu) ・ Narutō ・ Kazusa-Ichinomiya (ligne Sotobō) ・ Kimitsu (ligne Uchibō) ・ Aéroport de Narita (ligne Narita) |  |
| 1 | ■Ligne Shōnan-Shinjuku | Ōfuna ・ Yokohama ・ Shinjuku ・ Ōmiya ・ Utsunomiya |  |
| 2 | ■Ligne Yokosuka        | Kamakura ・ Yokosuka ・ Kurihama |  |

## Gares voisines
| «                     | «              | Service        | »              | »              |
| Ligne Yokosuka        | Ligne Yokosuka | Ligne Yokosuka | Ligne Yokosuka | Ligne Yokosuka |
| --------------------- | -------------- | -------------- | -------------- | -------------- |
| Ōfuna                 | Ōfuna          | Local          | Kamakura       | Kamakura       |
| Ligne Shōnan-Shinjuku |                |                |                |                |
| Ōfuna                 | Ōfuna          | Local          | Kamakura       | Kamakura       |

## Environs
La gare de Kita-Kamakura est proche de trois temples bouddhistes: L'Engaku-ji, le Kenchō-ji et le Tōkei-ji.

## Cinéma
En 1951, la gare de Kita-Kamakura et ses quais servent de décors à certaines scènes du film "Été précoce" de Yasujiro Ozu.

## Galerie de photos

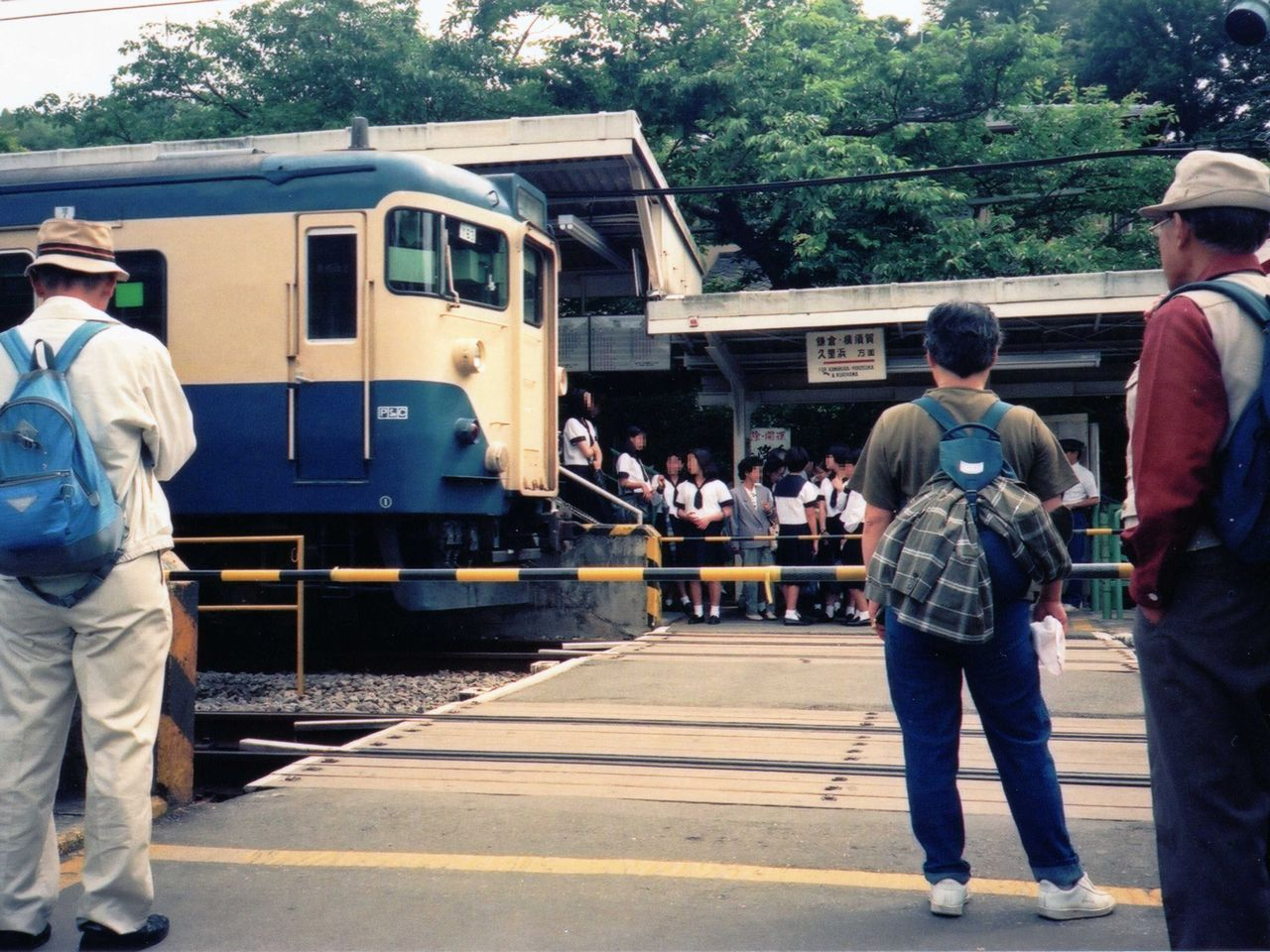
Train à l'arrêt à Kita-Kamakura Station, vue du passage à niveau.